# Путинцев, Роман Владимирович
Роман Владимирович Путинцев (1 июля 1977, Ртищево, Саратовская область, СССР) — российский футболист, игрок в мини-футбол на позиции вратаря; тренер. Известен своей игрой за московскую «Дину» и сборную России по мини-футболу.

## Биография
Путинцев начинал заниматься футболом в родном Ртищево. Поступив в Вольское военное училище тыла, он начал выступать за его команду в одном из низших дивизионов. И спустя некоторое время молодого вратаря пригласил «Саратов», вышедший в Высшую лигу. А спустя три сезона Романа приметил лидер российского мини-футбола московская «Дина».
В чемпионате 2000/01, первом за всю российскую историю, когда «Дина» не стала чемпионом, Роман сыграл лишь 5 матчей. Также он сыграл в одном матче Турнира европейских чемпионов и части прощального матча Константина Ерёменко против сборной мира. В последующих сезонах Путинцев играл всё больше и со временем стал первым вратарём «Дины».
Путинцев дебютировал за сборную России в 2005 году. А через два года он сыграл два отборочных матча на чемпионат Европы 2007 года, оба раза отстояв на ноль. Но поехать на чемпионат ему помешала травма и больше он в сборную не вызывался. На его счету 8 матчей за национальную команду.
Путинцев играл за «Дину» до 2010 года, а затем перешёл на тренерскую работу.
С 2018 года исполнительный директор мини-футбольного клуба «Динамо-Самара».